# Zgodovinsko središče Guimarãesa
Zgodovinsko središče Guimarãesa je urbani prostor mesta Guimarães na Portugalskem, ki sega nazaj v srednji vek in pokriva površino 16 hektarjev ter ohranja številne stavbe od srednjega veka do 19. stoletja. Od leta 2001 je razglašen za svetovno dediščino Unesca.
Guimarães je tesno povezan z oblikovanjem nacionalne identitete in portugalskega jezika v 12. stoletju. Je rojstno mesto Afonza Henrika, prvega portugalskega kralja, ki je leta 1139 razglasil neodvisnost države.

## Posebnosti
Guimarães, izvor narodnosti, je mesto s slavno zgodovinsko preteklostjo, ki predstavlja visoko stopnjo pristnosti v svojih urbanih in grajenih tkivih. Velik del zgrajenih stavbe sega v 17. stoletje in so bile zgrajene s tradicionalnimi gradbenimi tehnikami. Te konstrukcije, ki gosto zapolnjujejo mestno tkivo, predstavljajo kulturno dediščino, ki je neločljivo povezana z dediščino, ki jo je treba varovati. Pristnost in celovitost teh konstrukcijskih sistemov predstavlja izjemno edinstveno vrednost. Largo da Oliveira je obkrožena s skupino stavb dediščinske vrednosti, in sicer: cerkev Nossa Senhora da Oliveira, hiše z verandami iz 17. stoletja, stanovanjska stavba, zgrajena po tradicionalnih konstrukcijskih sistemih, ki vsebuje tudi gotsko verando s tako - imenovano Salado Standard. Praça de Santiago, obkrožena s stanovanjskim kompleksom najvišje umetniške in okoljske kakovosti iz 17. in 18. stoletja, je zaznamovana s prisotnostjo stare stavbe mestne hiše, katere pritličje sestavlja veranda, ki jo podpirajo gotske arkade, element edinstvena povezava med Praça de Santiago in Largo da Oliveira. Rua de Santa Maria, ena najstarejših srednjeveških arterij, je glavna povezava med grajskim jedrom, ki je na zgornji ravni in samostanskim jedrom, v spodnjem delu mesta. Rua Nova ali Rua Egas Moniz, ki predstavlja zgradbo iz zelo različnih obdobij, od elementov srednjeveške arhitekture do arhitekture iz 17. do 19. stoletja, s poudarkom na Casa da Rua Nova s srednjeveškimi koreninami, ki je bila v 17. stoletju predelana, ki predstavlja enega najznačilnejših tipoloških primerov tako imenovanih projekcijskih hiš.

### Tehnike gradnje
Prevladujoča gradbena tehnika se imenuje A taipa de rodízio (nabita zemlja); je tehnika gradnje zunanjih in notranjih sten, ki se uporablja samo za nadstropja nad pritličjem, glede na to, da je pritličje vedno zidano v pripravljenem granitnem zidu.. Polaganje ometa predstavlja končni premaz, na katerega se nanesejo domače barve. Te gradbene tehnike s srednjeveškimi koreninami se še danes uporabljajo, saj so gradbeni proces, ki ga je enostavno izvesti.

### Stanovanjske in druge zgradbe
Guimarães ima urbano središče srednjeveške formacije, za katero je značilno tipološko raznoliko gradbeno tkivo, vendar z veliko formalno enotnostjo kot celoto, ki je v celoti zgrajena s tradicionalnimi konstrukcijskimi sistemi. Med raznolikostjo tipov lahko ločimo naslednje: meščanske hiše iz 16. stoletja - zgrajene iz granita kot gradbenega materiala, zaključene v zgornjih nadstropjih s stenami iz zemlje. Še vedno obstajata dva primera: eden je na stari ulici Rua do Cano de Cima, na S. gradu, drugi na začetku ulice Rua de Santa Maria, kjer je v pritličju mogoče videti dvoje vrat s koničastimi loki, v drugem nadstropju pa dve pravokotni zastreljeni okni, posneti in poševni.

### Grad
Grad Guimarães stoji v župniji Oliveira do Castelo, mestu in občini Guimarães v okrožju Braga.
Na prevladujočem položaju s pogledom na Campo de São Mamede je ta spomenik povezan s temeljem okraja Portucalense in bojev za neodvisnost Portugalske, ki jo ljudje imenujejo za zibelko narodnosti.
Ker je bil razvrščen kot nacionalni spomenik, je bil leta 2007 neformalno izbran za eno od sedmih čudes Portugalske.
Grad ima tloris v približni obliki fasetiranega ščita. Njegovo obzidje, okrepljeno s štirimi stolpi, je prekinjeno z vrati. Vzdolž zgornjega dela obzidja poteka zid, do katerega vodijo stopnice v stolpih, ki ga kronajo koničaste cine. Na zahodni strani lesen most povezuje obzidje z vrati. V severnem delu obzidja so vidne ruševine stare trdnjave, verjetno iz 14. stoletja, ki je razdeljena v dve nadstropji, s poudarkom na zunanjih oknih in dveh dimnikih.
Glavna vrata na zahodu branita dva bastijona, z dvema drugima, ki branita vrata izdaje, na vzhodu.
Bivalno-obrambni grad v središču ima štirikoten tloris z nekaj odprtinami, ki označujejo nadstropja, ki so znotraj povezana z lesenimi in kamnitimi stopnicami. Široka neprekinjena pot omogoča kroženje in opazovanje na vrhu stolpa, okronanega s koničastimi conami.

## Galerija
- Stara palača sveta, trg Oliveira
- Stara mestna hiša in druge zgradbe na trgu Oliveira
- Nočni pogled na grad Guimarães
- Palača vojvod Bragança
- Trg Oliveira in Padrão do Salado iz 14. stoletja
- Rua santa Maria.